# Скаданщина
Скаданщина (словен. Skadanščina) — поселення в общині Хрпелє-Козіна, Регіон Обално-крашка, Словенія. Висота над рівнем моря: 568,1 м. Розташоване біля кордону з Хорватією.